# ضرب تنسوری
در ریاضیات، ضرب تنسوری (به انگلیسی: Tensor Product) دو فضای برداری {\displaystyle V} و {\displaystyle W} (که هر دو روی یک میدان تعریف شده اند) به صورت {\displaystyle V\otimes W} نوشته می شود. ضرب تنسوری خود تشکیل یک فضای برداری می دهد که مجهز به نگاشت دوخطی {\displaystyle (v,w)\mapsto v\otimes w} از حاصلضرب کارتزین {\displaystyle V\times W} به {\displaystyle V\otimes W} نیز می باشد. این نگاشت دو خطی جهانیست، به این معنا که برای هر فضای برداری {\displaystyle X}، نگاشت های دو خطی از {\displaystyle V\times W} به {\displaystyle X} در تناظر دو سویه با نگاشت های دو خطی از {\displaystyle V\otimes W} به {\displaystyle X} قرار دارند.
اگر {\displaystyle (e_{1},\ldots ,e_{m})} پایه ای برای {\displaystyle V} و {\displaystyle (f_{1},\ldots ,f_{n})} پایه ای برای {\displaystyle W} باشد، آنگاه {\displaystyle mn} عنصر {\displaystyle e_{i}\otimes f_{j}} تشکیل پایه ای برای {\displaystyle V\otimes W} می دهند. اگر {\displaystyle v\in V} و {\displaystyle w\in W}، آنگاه فضای برداری {\displaystyle v\otimes w} روی این پایه، ضرب خارجی بردارهای مختصاتی {\displaystyle V} و {\displaystyle W} روی پایه های متناظرشان می باشد.
ازین خاصیت می توان برای تعریف ضرب تنسوری استفاده کرد، اما این کار نیاز به اثبات این مطلب دارد که ضرب تنسوری دو فضای برداری وابسته به انتخاب پایه نیست. بنابر این، ضرب تنسوری دو فضای برداری {\displaystyle V} و {\displaystyle W} را اغلب به صورت فضای خارج قسمتی {\displaystyle V\times W} بر روی زیرفضای تولید شده توسط شرایط لازم دو-خطی بودن، تعریف می شود.
به طور کلی تری، ضرب تنسوری را می توان به طریق مشابه برای مدول های روی حلقه جابجایی و گروه های آبلی (که خود مدولی روی اعداد صحیح اند) نیز تعریف کرد. برای فضاهای برداری و مدول هایی که ساختارهای اضافه تری دارند، ضرب تنسوری تعریف شده روی آن ها نیز مجهز به ساختار های مشابه خواهد شد. به عنوان مثال، ضرب تنسوری دو جبر شرکت‌پذیر، جبری شرکت‌پذیر است. با این حال، در مورد فضاهای برداری توپولوژیکی، تعریف بالا برای ضرب تنسوری به گونه ای تغییر می کند که تنها نگاشت‌های دوخطی پیوسته در نظر گرفته شوند.

## کاربرد
در مکانیک کوانتومی و رایانش کوانتومی وضعیت یک کیوبیت با یک بردار واحد در یک فضای هیلبرت توصیف می شود. برای توصیف کیوبیت های متعدد به عنوان یک سیستم از ضرب تنسوری استفاده می کنیم و به این وسیله همه فضاهای هیلبرت را به یک فضای هیلبرت بزرگتر تبدیل می کنیم.